# Prematory
Prematory ist eine belgische Thrash-Metal-Band aus Löwen, die im Jahr 2007 gegründet wurde.

## Geschichte
Die Band wurde im Jahr 2007 gegründet und bestand aus dem Bassisten Joeri Trescinski, dem Gitarristen Joeri van de Schoot und dem Schlagzeuger Thomas Minnen. Nachdem der Sänger Simon Duson Ende 2008 zur Band gekommen war, folgten die ersten Auftritte. In den folgenden zwei Jahren arbeitete die Band an neuem Material. Nachdem Gitarrist Jonas van de Sande zur Band gekommen war, begannen die ersten Proben im Studio. Ende 2010 erfolgte die Veröffentlichung des Debütalbums Suiciety. Der Veröffentlichung schlossen sich Auftritte zusammen mit Warbringer, F.K.Ü. und Dr. Living Dead! an. Zudem hielt die Band ihre ersten Auftritte außerhalb Belgiens, in Deutschland und den Niederlanden, ab. Kurz danach begannen die Arbeiten zum zweiten Album. Währenddessen verließ Schlagzeuger Thomas Minnen die Band und wurde durch Thomas Wuyts ersetzt. Nachdem die Arbeiten am Album beendet waren, kontaktierten sie Ende 2012 Sven Janssens (ex-Aborted) vom Red Left Hand Studio, der das Album produzierte und abmischte. Nachdem das Album im Februar 2013 aufgenommen worden war, wurden die Aufnahmen an Chris „Zeuss“ Harris vom Planet Z Studio gesandt, welcher das Album masterte. Im Februar 2014 erschien das Album Corrupting Influence bei Punishment 18 Records.

## Stil
Auf Corrupting Influence spiele die Band laut Tony "Demolition Man" Dolan von metal-temple.com klassischen Thrash Metal. Auf dem Album seien, wie bereits auf dem Vorgänger Einflüsse von Metallica deutlich hörbar. In dem Lied Insignificance klinge der Bass sehr nach Dan Lilker, während das darauf folgende Lied auch von Nuclear Assault stammen könnte, abzüglich John Connellys Gesang. In weiteren Liedern seien zudem Einflüssen von Gruppen wie Exodus, Testament und Destruction hörbar.

## Diskografie
- 2009: We're the Titans (Demo, Eigenveröffentlichung)
- 2010: Suiciety (Album, Eigenveröffentlichung)
- 2014: Corrupting Influence (Album, Punishment 18 Records)